# 戚家山营垒
29°57′2.94″N 121°43′56.091″E / 29.9508167°N 121.73224750°E
戚家山营垒是中国浙江省宁波市北仑区的一处古代兵营遗址。营垒位于戚家山顶端，北为金鸡山，东北为小浃江口，为1881年（光绪七年）由总镇杨春和所建，时为清军二线兵营。营垒为椭圆形，占地10000平方米，可容纳3000余人，目前现存墙体600米，由石块垒成，使用三合土加固。1940年7月21日，镇海守军曾于此击溃进犯的日军。1996年，戚家山营垒随其他镇海口海防设施被纳入第四批全国重点文物保护单位镇海口海防遗址。